# پنمان
پنمان (به انگلیسی: Penmon) یک روستا در بریتانیا است که در انگلسی واقع شده‌است.